# Rachel Kimsey
Cet article possède un paronyme, voir Kinsey.
Rachel Kimsey est une actrice américaine née le 28 août 1976 à Tustin, en Californie.
Elle a joué le rôle de Mackenzie Browing dans la série Les Feux de l'amour durant un an (2005-2006) mais, n'ayant pas convaincu le public, elle finit par quitter la série. Elle mesure 1,70 m.

## Filmographie

### Séries télévisées
- 2007 : NCIS : Enquêtes spéciales (saison 5, épisode 13) : Erica Perelli
- 2007 : Heroes (saison 2, épisode 3) : Michelle
- 2007 : Moonlight (saison 1, épisode 2) : Ilene Spalding
- 2005-2006 : Les Feux de l'amour : Mackenzie Alyssa Browing
- 2005 : Médium (saison 1, épisode 6) : Sharona âgée

### Cinéma
- 2010 au cinéma : Daylight Saga (Daylight Fades) : Raven